# Radicais independentes (França)
Os radicais independentes (RI), durante a Terceira República Francesa, abrangiam radicais de centro-direita que, em particular, rejeitavam a política de alianças de esquerda adotada pelo "Partido Radical (PR)" a partir de 1901.

## Características
Este termo raramente era usado naquela época. Para se referir a um radicais "moderado", os termos "radical" ou "esquerda radical", do nome do grupo parlamentar (Esquerda Radical), eram mais comumente usados. Os radicais mais progressistas, por exemplo, usavam o termo "radical-socialista", como Georges Clemenceau.
Este grupo abrangia radicais que buscavam promover reformas democráticas (direito de reunião, redução do serviço militar), mas que eram economicamente liberais, o que os distinguia dos radical-socialistas, que estavam mais focados em reformas sociais (reforma tributária, reforma agrária, etc.). Durante esses anos, a principal luta era a defesa da República, e a dimensão social era menos importante.
Eles não se opunham a governos moderados (oportunistas), onde representavam a ala esquerda, com apoio crítico dentro da "maioria republicana". A partir de 1913, com o radicalismo francês se unificando em torno do Partido Radical, muitos radicais independentes uniram-se à Aliança Republicana Democrática (ARD), integrando também o "Bloco Nacional" a partir de 1919. Na década de 1920, apoiaram vários governos do "Cartel das Esquerdas", reconciliando-se com a Aliança Democrática na década de 1930.